# Lijst van beelden in Noord-Beveland
Dit is een (onvolledige) chronologische lijst van beelden in Noord-Beveland. Onder een beeld wordt hier verstaan elk driedimensionaal kunstwerk in de openbare ruimte van de Nederlandse gemeente Noord-Beveland, waarbij beeld wordt gebruikt als verzamelbegrip voor sculpturen, standbeelden, installaties, gedenktekens en overige beeldhouwwerken.
Voor een volledig overzicht van de beschikbare afbeeldingen zie de categorie Beelden in Noord-Beveland op Wikimedia Commons.
| Geplaatst | Omschrijving                      | Kunstenaar   | Straat                          | Plaats       | Materiaal | Afbeelding |
| --------- | --------------------------------- | ------------ | ------------------------------- | ------------ | --------- | ---------- |
| 1993      | Houen Jongens, watersnoodmonument | Jan Haas     | Oude Haven                      | Colijnsplaat |           |            |
| 1998      | Monument Johannis de Rijke        | Noriko Saito | Havelaarstraat/ Oost Kerkstraat | Colijnsplaat |           |            |